# شرايين مخية
شرايين مخية (بالإنجليزية: Cerebral arteries)‏‏ هو مُصطلحٌ يصف الأزواج الثلاثة الرئيسية من الشرايين وفروعها التي تروي المخ في الدماغ، وهيَ:
- شريان مخي أمامي (ACA)
- شريان دماغي أوسط (MCA)
- شريان مخي خلفي (PCA)